# پتاکاس

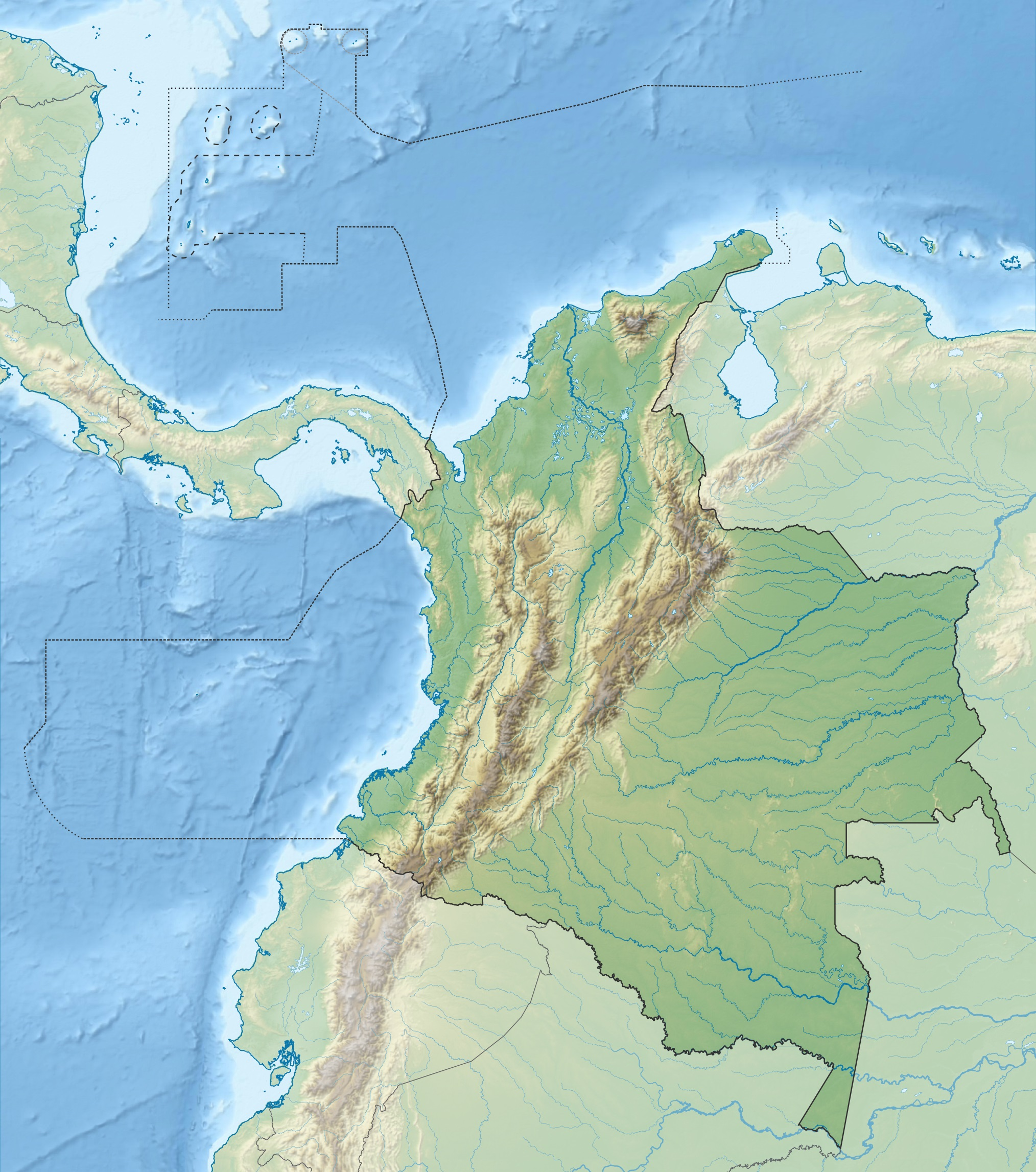
نقشه

سرو دِ لاس پتاکاس (به اسپانیایی: Cerro de Las Petacas) آتشفشان و در اصل گنبد گدازه‌ای به ارتفاع ۴۰۵۴ متر واقع در جنوب کلمبیا در آمریکای جنوبی است.

## مشخصات
آتشفشان پتاکاس در نزدیکی مرز بین دو استان نارینو و کائوکا در جنوب کلمبیا و در شمال شرقی آتشفشان دونیا خوآنا قرار دارد. تاریخ آخرین فعالیت این آتشفشان مشخص نیست اما مخروط‌های خاکستر جوان بسیاری را می‌توان در نزدیکی آن مشاهده نمود و احتمال دارد که خود پتاکاس نیز هنوز فعال باشد.